# Římskokatolická farnost u Všech svatých Litoměřice
Římskokatolická farnost – děkanství u Všech Svatých Litoměřice (lat. Litomericium) je církevní správní jednotka sdružující římské katolíky na území města Litoměřice a v jeho okolí. Organizačně spadá do litoměřického vikariátu, který je jedním z 10 vikariátů litoměřické diecéze. Centrem farnosti je děkanský kostel Všech svatých v Litoměřicích.

## Historie farnosti
První zmínka o farní lokalitě pochází z roku 993, kdy byl zmiňován dnes již zbořený kostel sv. Jiří ve Svatojiřské ulici v Litoměřicích. Staré děkanství pochází z neznámého roku, matriky však byly vedeny již od roku 1626.

### Farní obvod
Z důvodu efektivity duchovní správy byl vytvořen farní obvod (kolatura) sestávající z přidružených farností spravovaných excurrendo z Litoměřic. K říjnu 2020 do něho patří farnosti: Libochovany, Lovosice, Milešov, Počaply u Terezína, Prackovice nad Labem a Velemín.

### Duchovní správcové vedoucí farnost
Začátek působnosti jmenovaného v duchovní správě farnosti od roku:
- -1353 Jan z Hakenbornu
- 1353 Jan Jindřichův z Kamýku
- 1360 Halmanus z Kamýku
- -1372 Ctiborius (Tyburtius)
- 1375 Mathias (Machko)
- 1421 Radczko de Byczkow
- 1435 Bohunko (Bohuslaus) de Choczna
- 1470 Stanislaus de Welwar
- 1517 Mathias Corambus
- 1518 Havel Czahera
- 1524 Victorius
- 1529 Wenceslaus
- -1560 Nicolaus
- 1560 Joannes Stžibrsky
- 1570-1586 Wenceslaus Brodsky
- 1588 Nicolaus Chrudimsky
- 1598 Wenceslaus Kozacius
- 1604 Georgius Kinkalio de Lazetz
- 1613; 1600-1612 Adamus Hrusowansky
- 1613 Georgius Sequenides Chotieborsky
- 1623 Bartholomeus Kuldan de Haranstberg
- 1628 Joannes de Bauschowitz
- 1628 Andreas Damianus Kinel (Khinnell)
- 1632 Martinus Jacobides (Jacobus)
- 1636 Rudolphus Maxmimilianus Roder a Feldburg
- 1640 Adamus Czadecky de Chotiessow
- 1647 Daniel Franciscus Jaret
- 1653 Tobias Bžezina
- 1662 Joan. Henr. Bek de Murigan (Mungau)
- 1666–167? Jos. Ign. Aulicus de Trebnitz
- -1679 Sigismund Eusebius Hisrle de Chodaun
- 1679 Barth. Severa
- 1681 Wenc. Kratochwile
- 1684 Car. Sokolowsky
- 1699 Godefridus Hoffer de Lobenstein
- 1716 Joan. Ign. Bayer
- 1719 Wenc. Anton. Grüner
- 1741 Jos. Schmidt
- 1742 Carolus Franc. Tima
- 1760 Joan. Ign. Teppich
- 1767 Franc. Ambros. Strahl, † 27. 2.1800
- 1800 Ignat. Anton. Sommer
- 1803 Wenc. Phil. Anders, † 21. 11. 1813
- 1814 Franc. Mixa, nar. 17. 8. 1785 Litoměřice, o. 27. 1. 1808, † 6. 4. 1841
- 1842 Jan Nepomuk Řehák, nar. 8. 5. 1811 Mnichovo Hradiště, o. 4. 8. 1834, † 18. 5. 1901
- 1861 Josef Seifert, nar. 4. 12. 1822 Most, o. 21. 1. 1846, † 21. 4. 1904
- 1880 (latinsky) dec. vacat,[p 2] admin. Guil. Hermdörfer
- 1881 Franc. Lissner, nar. 13. 4. 1835 Císařský Les, o. 1. 8. 1859, † 29. 3. 1893
- 1894 Guil. Hermdörfer, nar. 24. 7. 1853 Pyšná, o. 15. 7. 1876, † 14. 12. 1908
- 1910 Eduard Schönbach-Nitsche, nar. 28. 1. 1872 Petrovice, o. 7. 7. 1895
- 1931 Franc. Steiner, nar. 22. 6. 1887 Sorglof, o. 14. 7. 1912
- 1. 6. 1945 Alois Frajt
- 1. 5. 1953 Jaroslav Michal
- 1. 10. 1953 Vincenc Straňák
- 1. 9. 1955 Karel Kahoun
- 1. 11. 1955 František Klapuch
- 1. 7. 1957 František Polášek
- 15. 9. 1957 Josef Uher, nar. 28. 7. 1919, o. 25. 6. 1944, † 31. 10. 1991
- 1. 10. 1972 Václav Červinka
- 1. 9. 1974 Josef Helikar
- 1. 8. 1982 Václav Vlasák
- 1. 9. 1983 Karel Havelka, děkan
- 1. 8. 2010 Józef Szeliga, děkan[2]

Kromě kněží stojících v čele farnosti, působili ve farnosti v průběhu její historie i jiní kněží. Většinou pracovali jako farní vikáři, kaplani, katecheté, výpomocní duchovní aj.

## Území farnosti
Do farnosti náleží území těchto obcí:
- Litoměřice (Leitmeritz[p 3])
- Hlinná (Hlinay[p 3])
- Kamýk (Kamaik[p 3])
- Kundratice (Kundratitz[p 3])
- Malíč (Malitschen[p 3])
- Michalovice (Michelsberg[p 3])
- Miřejovice (Mirschowitz[p 3])
- Mlékojedy (Deutsch Mlikojed[p 3])
- Pokratice (Pokratitz[p 3])
- Prosmyky (Prosmik[p 3])
- Žalhostice (Czalositz[p 3])

## Římskokatolické sakrální stavby na území farnosti
| | Fotografie | Stavba                             | Místo      | Bohoslužby                                                                       | Zeměpisné souřadnice            | Status                               | Číslo kulturní památky           |
| Kostely | Kostely    | Kostely                            | Kostely    | Kostely                                                                          | Kostely                         | Kostely                              | Kostely                          |
| --- | ---------- | ---------------------------------- | ---------- | -------------------------------------------------------------------------------- | ------------------------------- | ------------------------------------ | -------------------------------- |
| 1. |            | Kostel Všech svatých               | Litoměřice | bližší informace o bohoslužbách                                                  | 50°32′ s. š., 14°8′ v. d.       | farní kostel                         | 21077/5-1748 (Pk•MIS•Sez•Obr•WD) |
| 2. |            | Kostel sv. Vojtěcha                | Litoměřice | bližší informace o bohoslužbách                                                  | 50°32′11″ s. š., 14°7′39″ v. d. | filiální kostel                      | 15350/5-1830 (Pk•MIS•Sez•Obr•WD) |
| 3. |            | Kostel sv. Jakuba Staršího         | Litoměřice | bližší informace o bohoslužbách                                                  | 50°32′5″ s. š., 14°8′2″ v. d.   | filiální kostel klášterní            | 47076/5-1802 (Pk•MIS•Sez•Obr•WD) |
| 4. |            | Kostel sv. Ludmily                 | Litoměřice | bližší informace o bohoslužbách                                                  | 50°31′59″ s. š., 14°8′11″ v. d. | filiální kostel klášterní            | 19267/5-1798 (Pk•MIS•Sez•Obr•WD) |
| 5. |            | Kostel Zvěstování Panny Marie      | Litoměřice | bohoslužby příležitostně                                                         | 50°31′57″ s. š., 14°8′1″ v. d.  | bývalý jezuitský kostel              | 32845/5-1749 (Pk•MIS•Sez•Obr•WD) |
| 6. |            | Kostel sv. Martina                 | Mlékojedy  | bližší informace o bohoslužbách                                                  | 50°31′38″ s. š., 14°7′12″ v. d. | filiální kostel                      | 34187/5-2179 (Pk•MIS•Sez•Obr•WD) |
| 7. |            | Kostel sv. Václava                 | Litoměřice | bližší informace o bohoslužbách na webu Pravoslavné církevní obce v Litoměřicích | 50°32′ s. š., 14°7′38″ v. d.    | filiální kostel                      | 24614/5-1753 (Pk•MIS•Sez•Obr•WD) |
| Oratoria |            |                                    |            |                                                                                  |                                 |                                      |                                  |
| 8. |            | Kaple sv. Kříže                    | Litoměřice | bohoslužby příležitostně                                                         | 50°32′4″ s. š., 14°8′9″ v. d.   | oratorium bývalého barokního špitálu | 14425/5-1808 (Pk•MIS•Sez•Obr•WD) |
| 9. |            | Kaple Nejsvětějšího Srdce Páně     | Litoměřice | bližší informace o bohoslužbách                                                  | 50°32′15″ s. š., 14°7′37″ v. d. | oratorium v DDKT                     | —                                |
| 10. |            | Kaple sv. Zdislavy                 | Litoměřice | bližší informace o bohoslužbách                                                  | 50°32′5″ s. š., 14°8′2″ v. d.   | oratorium v Charitním domově         | —                                |
| 11. |            | Kaple Božího milosrdenství         | Litoměřice | bližší informace o bohoslužbách                                                  | 50°32′ s. š., 14°7′32″ v. d.    | oratorium v Domově pro seniory       | —                                |
| 12. |            | Kaple sv. Štěpána                  | Litoměřice | bližší informace o bohoslužbách                                                  | 50°31′57″ s. š., 14°7′33″ v. d. | oratorium v Hospici sv. Štěpána      | —                                |
| Kaple |            |                                    |            |                                                                                  |                                 |                                      |                                  |
| 13. |            | Kaple                              | Pokratice  | bohoslužby příležitostně                                                         | 50°32′54″ s. š., 14°7′35″ v. d. | obecní kaple                         | 21383/5-1919 (Pk•MIS•Sez•Obr•WD) |
| 14. |            | Kaple sv. Františka z Assisi       | Prosmyky   | bohoslužby příležitostně                                                         | 50°31′6″ s. š., 14°5′53″ v. d.  | obecní kaple                         | 28086/5-2236 (Pk•MIS•Sez•Obr•WD) |
| 15. |            | Kaple Nejsvětějšího Srdce Ježíšova | Kamýk      | bližší informace o bohoslužbách                                                  | 50°33′32″ s. š., 14°4′37″ v. d. | obecní kaple                         | 19217/5-2078 (Pk•MIS•Sez•Obr•WD) |
| 16. |            | Kaple Narození sv. Jana Křtitele   | Kamýk      | okolo 24. června                                                                 | 50°33′49″ s. š., 14°5′9″ v. d.  | obecní kaple                         | 106269 (Pk•MIS•Sez•Obr•WD)       |
| Některé drobné sakrální stavby a pamětihodnosti lze dohledat zde v databázi Drobné sakrální památky Zaniklé sakrální stavby lze dohledat zde v databázi Poškozené a zničené kostely, kaple a synagogy v České republice |            |                                    |            |                                                                                  |                                 |                                      |                                  |

Ve farnosti se mohou nacházet i další drobné sakrální stavby, místa římskokatolického kultu a pamětihodnosti, které neobsahuje tato tabulka.

## Galerie

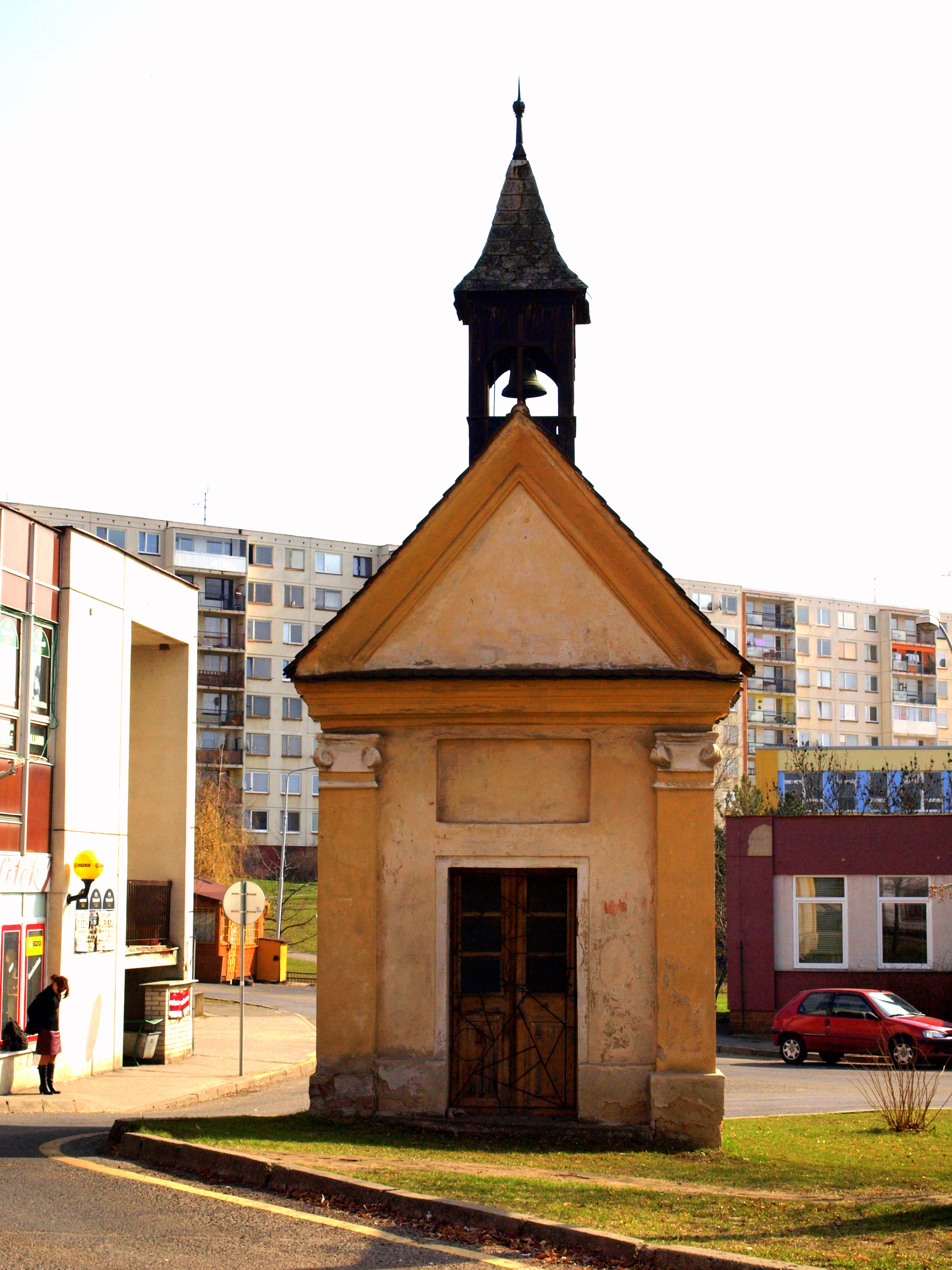
Kaplička v Pokraticích
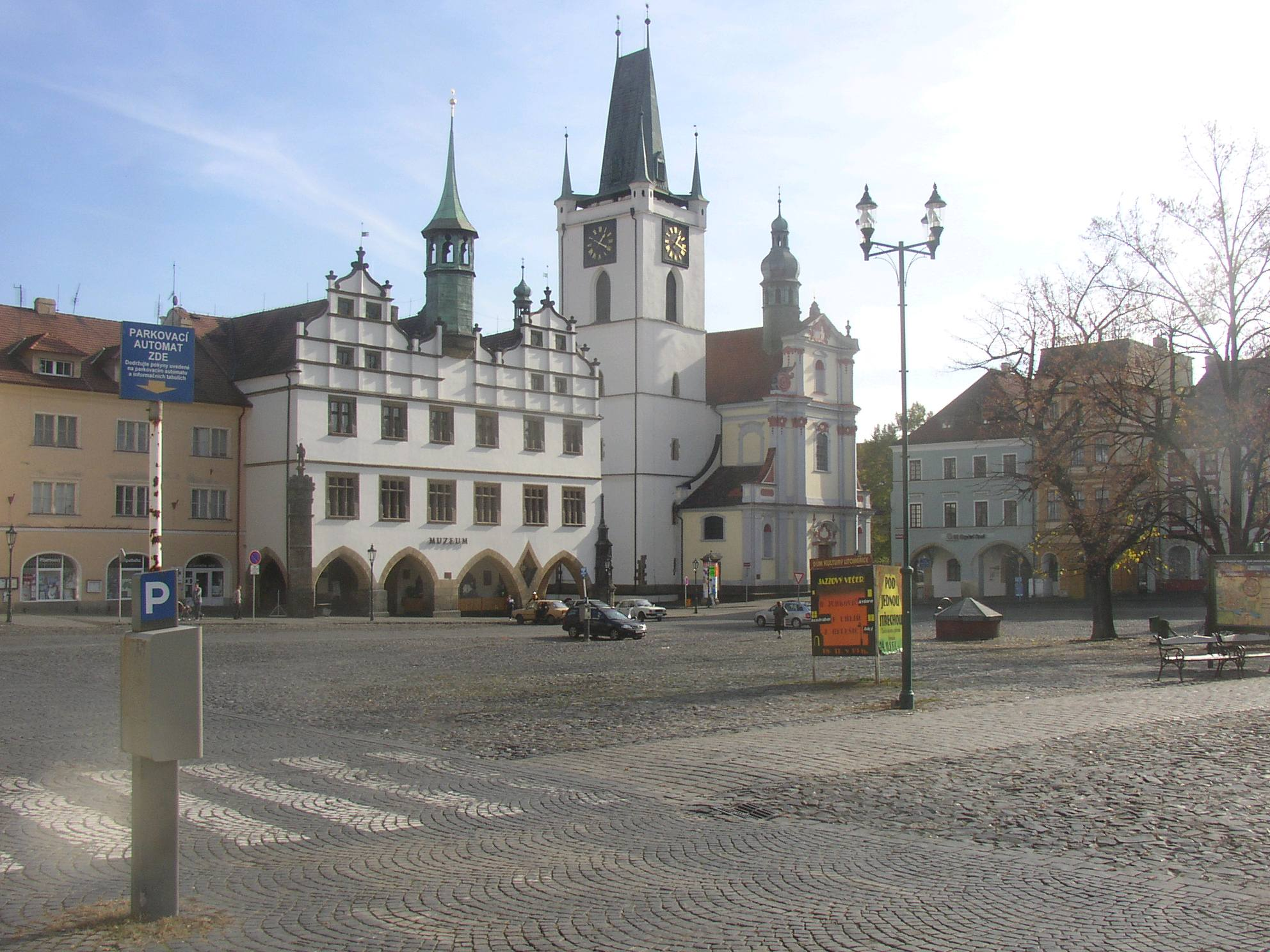
Kostel Všech svatých v Litoměřicích
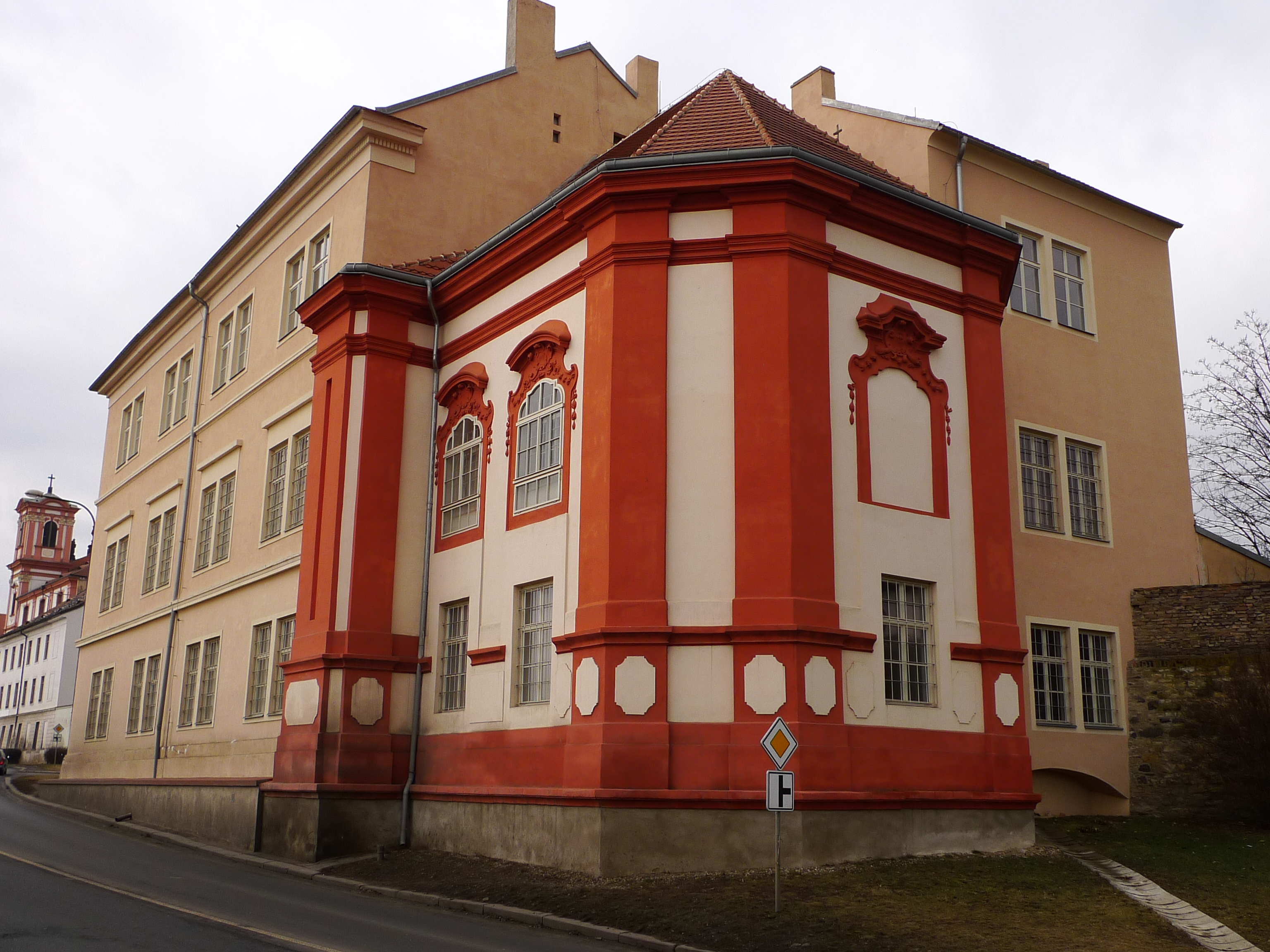
Bývalý kostel sv. Vavřince v Litoměřicích
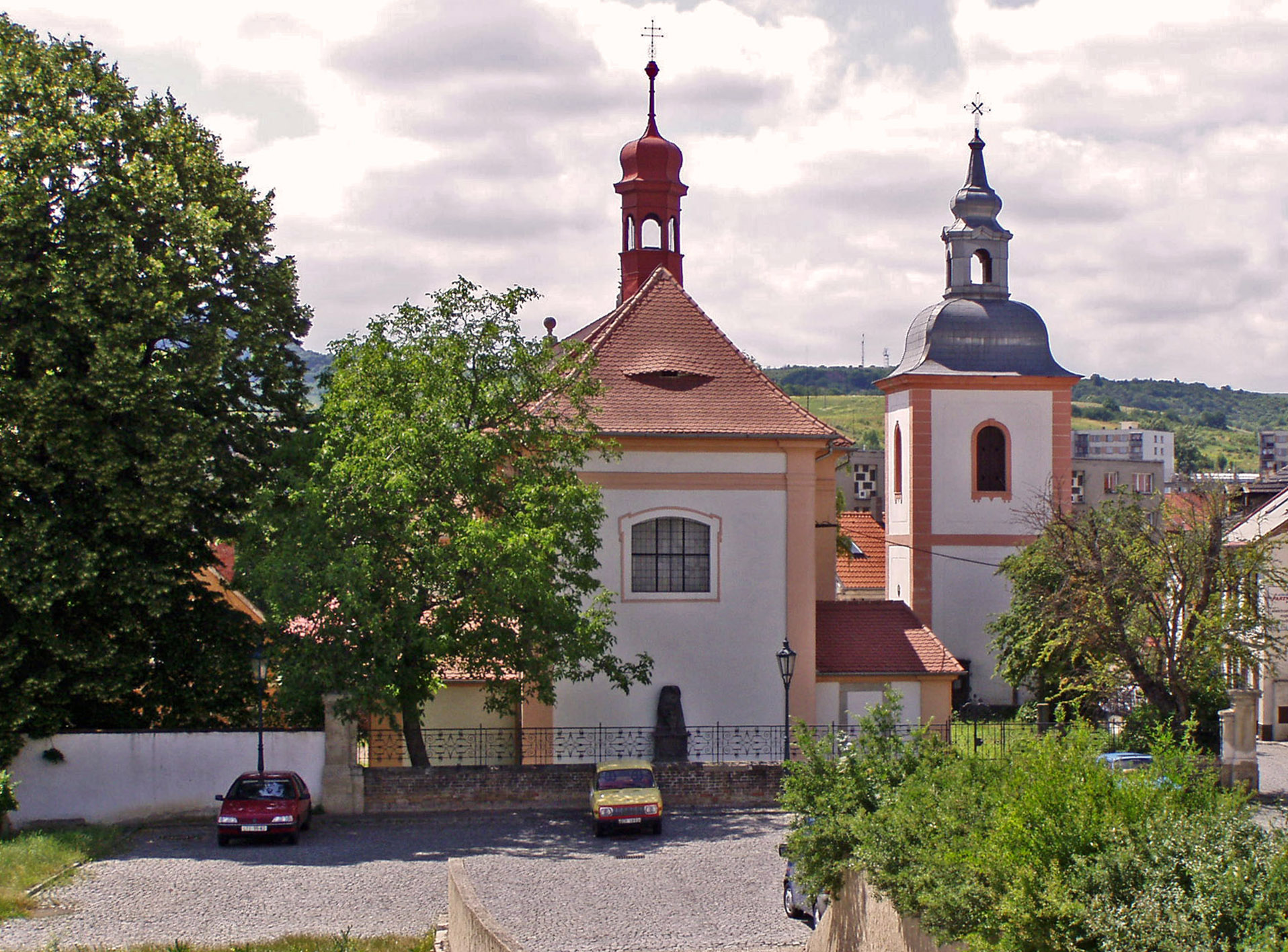
Kostel sv. Vojtěcha se zvonicí v Litoměřicích
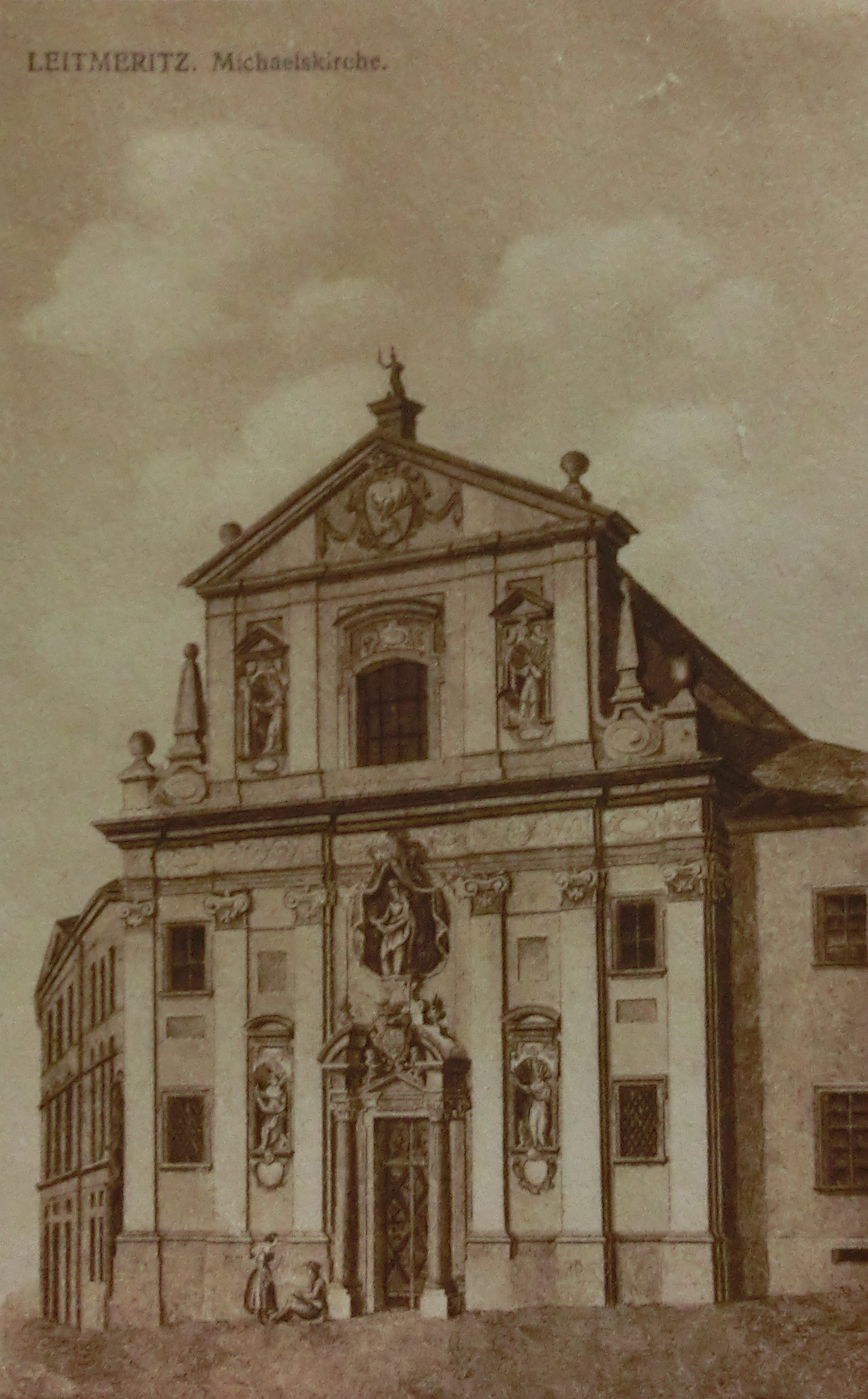
Bývalý dominikánský kostel sv. Michaela. Zbořen 1838.